# Alfa Romeo 164
Lancée en septembre 1987, l'Alfa Romeo 164 est la première voiture produite sous l’égide du groupe Fiat-Lancia.
Conçue pour remplacer les modèles Alfa 6 et 90, elle sera fabriquée dans l'usine d'Arese, au Nord de Milan et assurera le haut de gamme de la production Alfa Romeo jusqu'en 1997.

## Description
La sortie de l'Alfa Romeo 164 est restée dans l'incertitude quasiment jusqu'aux derniers jours. Conçue du temps de la gestion publique de l'IRI – très puissante holding publique italienne – puis le rachat du groupe Alfa Romeo par Fiat S.p.A. ont fait redouter que le repreneur ne fasse avorter le projet d'un modèle qui serait en concurrence directe avec celui de l'autre filiale de Fiat, la Lancia Thema. Ces doutes étaient infondés et l'Alfa Romeo 164, présentée au Salon de Francfort 1987, fut un modèle fondamental dans le redressement du constructeur.
Dessinée par Pininfarina, elle reçut le prix de la plus belle voiture de l'année en 1988. La 164 utilise la plate-forme commune mise au point avec Fiat et Saab qui a donné naissance aux Fiat Croma, Lancia Thema et Saab 9000. L'Alfa Romeo 164 disposait de sa propre carrosserie contrairement aux trois autres modèles qui partageaient tous le même habitacle et portières. C'est le seul modèle parmi les quatre qui réussit à avoir un Cx inférieur ou égal, selon les versions, à 0,30.
Si l'AlfaSud fut la première traction Alfa Romeo, la 164 est la première grande routière traction du constructeur. Opération qui ne se fera pas sans mal : la presse critique en effet sévèrement le manque de motricité et de précision du train avant.
La production de l'Alfa 164 se poursuivit quasiment sans retouches majeures jusqu'en 1997 et atteint, en dix ans de fabrication, un total de 273 857 exemplaires.
L'Alfa 164 fut remplacée par l'Alfa 166.

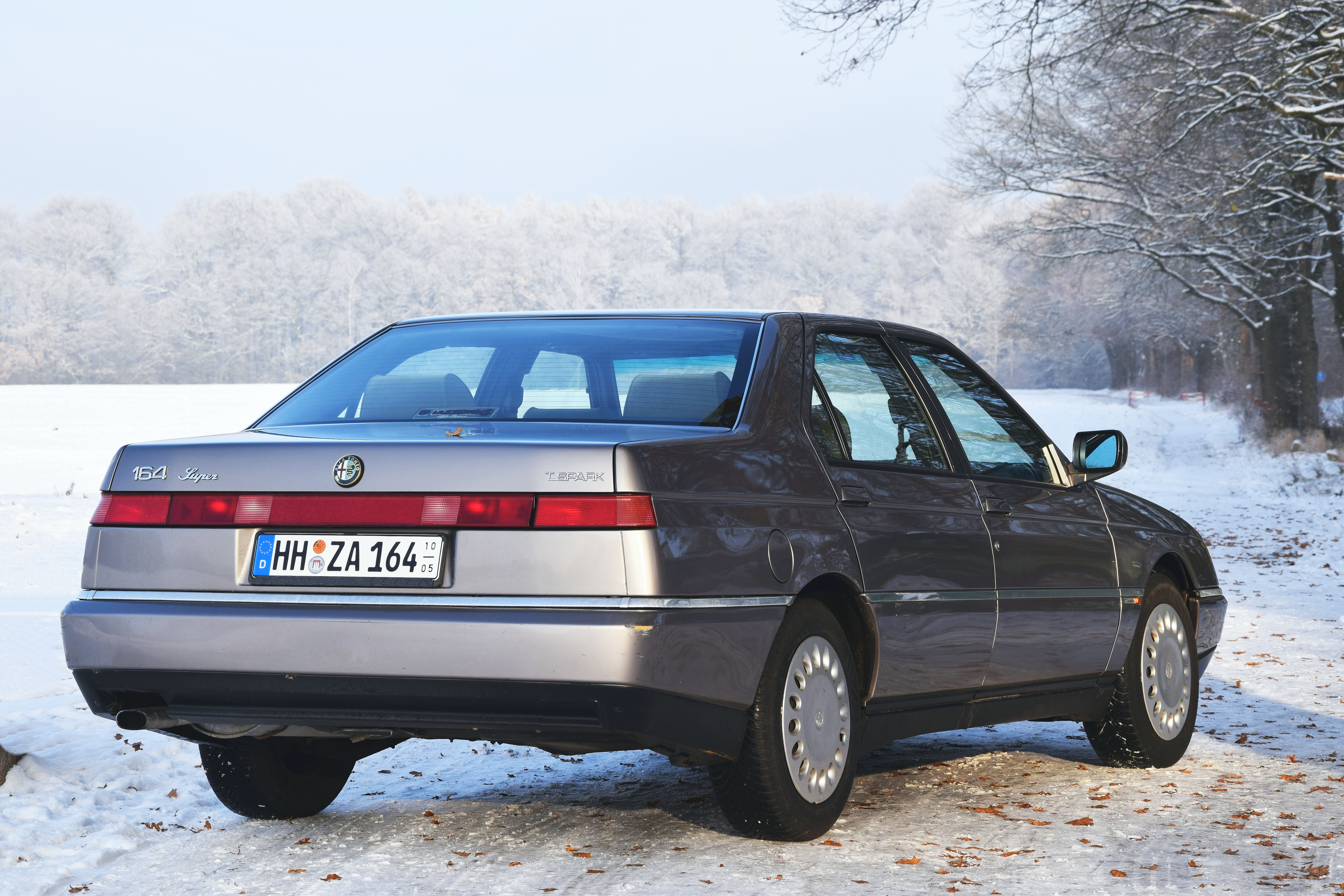
Alfa Romeo 164 Twin Spark

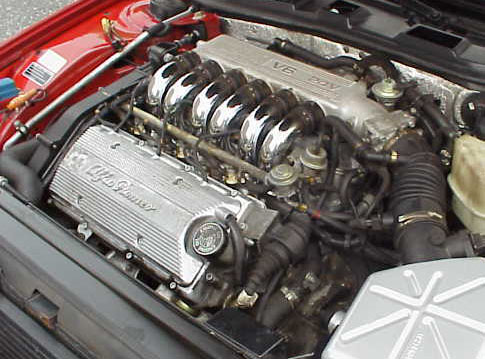
Alfa Romeo 164 3.0 V6 24V

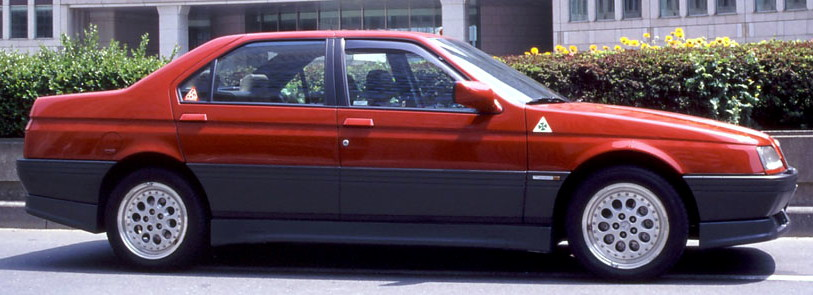
Alfa Romeo 164 Q4

## Motorisations

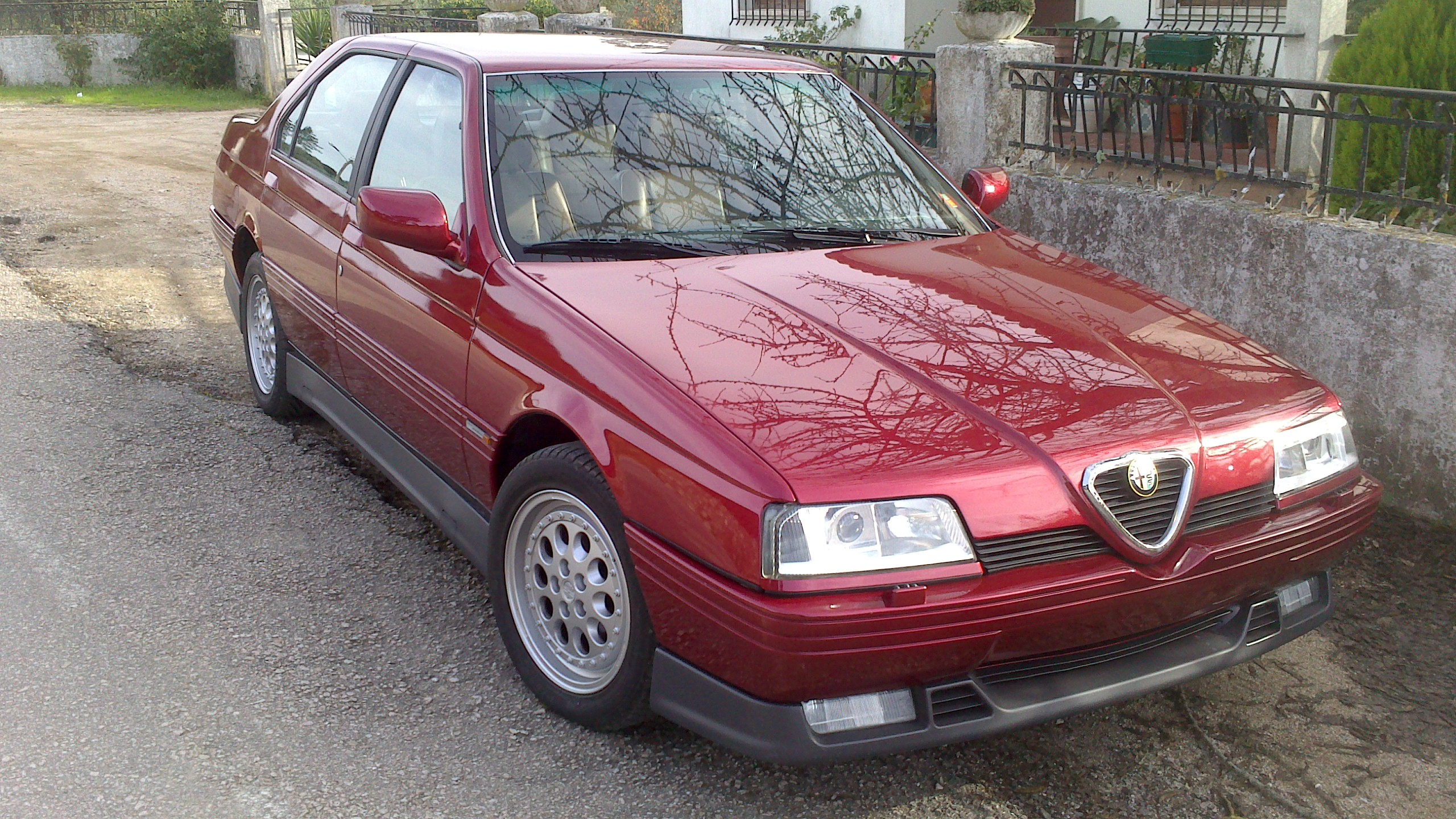
1994 Alfa Romeo 164 Q4

Le moteur de base était la dernière version du fameux moteur Alfa tout aluminium à double arbres à cames en tête, Twin Spark (à double allumage) et d'une cylindrée de 2 litres. Au sommet de la gamme trônait le 3.0 V6 12v de 192 ch conçu par l'ingénieur Giuseppe Busso. En 1988, Alfa Romeo présenta une version turbo équipée d'un moteur 2 litres d'origine Lancia. En 1990, la puissance du 3.0 V6 12v fut portée à 200 ch.
En 1991, Alfa Romeo présente une version 2.0 V6 Turbo, développant 210 ch en permanence et plus de 240 ch avec l'overboost enclenché, ce qui permet à l'Alfa 164 de faire partie du très rare panel des berlines normales à atteindre la vitesse de 250 km/h.
En 1992, Alfa Romeo présente la version 3.0 V6 24v avec 211 ch dans sa première livrée, et qui grimpera jusqu'à 230 ch. Une version 4x4 à transmission intégrale permanente figurera aussi au catalogue. La puissance de la version V6 Turbo sera ensuite réduite pour ne pas entrer en concurrence avec la version 3 litres V6.
L'Alfa 164 reçut dès l'origine une motorisation diesel réputée pour sa fiabilité, sa robustesse et sa faible consommation, le moteur VM Motori de 2,5 litres de cylindrée.

## Motorisations essence
| Modèle                             | Cylindrée | Puissance     | Couple                 | Années      |
| ---------------------------------- | --------- | ------------- | ---------------------- | ----------- |
| 2.0 T.Spark 8v 4 cyl. en ligne     | 1 962 cm3 | 108 kW-148 ch | 187 N m à 4 700 tr/min | 1987 - 1989 |
| 2.0 T.Spark 8v cat 4 cyl. en ligne | 1 962 cm3 | 106 kW-144 ch | 187 N m à 4 700 tr/min | 1990 - 1992 |
| 2.0 TS 8v 4 cyl. en ligne          | 1 962 cm3 | 106 kW-144 ch | 193 N m à 5 000 tr/min | 1992 - 1995 |
| 2.0 TS Super 8v 4 cyl. en ligne    | 1 995 cm3 | 106 kW-146 ch | 187 N m à 5 000 tr/min | 1992 - 1997 |
| 2.0 Turbo 8v 4 cyl. en ligne       | 1 995 cm3 | 129 kW-175 ch | 265 N m à 2 500 tr/min | 1987 - 1991 |
| 2.0 V6 Turbo                       | 1 997 cm3 | 154 kW-210 ch | 306 N m à 2 750 tr/min | 1991 - 1992 |
| 3.0 V6 12v                         | 2 959 cm3 | 141 kW-192 ch | 261 N m à 4 900 tr/min | 1987 - 1989 |
| 3.0 V6 12v cat                     | 2 959 cm3 | 135 kW-184 ch | 261 N m à 4 900 tr/min | 1990 - 1992 |
| 2.0 V6 TB Super                    | 1 996 cm3 | 151 kW-205 ch | 285 N m à 2 750 tr/min | 1992 - 1997 |
| 3.0 V6 QV 12v                      | 2 959 cm3 | 147 kW-200 ch | 274 N m à 4 400 tr/min | 1990 - 1992 |
| 3.0 V6 24v Super                   | 2 959 cm3 | 155 kW-211 ch | 266 N m à 5 000 tr/min | 1992 - 1997 |
| 3.0 V6 24v QV                      | 2 959 cm3 | 170 kW-232 ch | 276 N m à 5 000 tr/min | 1992 - 1993 |
| 3.0 V6 Q4                          | 2 959 cm3 | 170 kW-232 ch | 276 N m à 5 000 tr/min | 1993 - 1997 |

## Motorisations diesel
Moteurs VM Motori :
| Modèle                           | Cylindrée | Puissance    | Couple                 | Années      |
| -------------------------------- | --------- | ------------ | ---------------------- | ----------- |
| 2.5 turbo diesel 4 cyl. en ligne | 2 499 cm3 | 84 kW-117 ch | 260 N m à 2 200 tr/min | 1987 - 1992 |
| 2.5 turbo diesel 4 cyl. en ligne | 2 499 cm3 | 92 kW-125 ch | 288 N m à 2 000 tr/min | 1992 - 1997 |

## Production
| Modèle                         | Années      | Exemplaires |
| ------------------------------ | ----------- | ----------- |
| 2.0 & 2.0 Super                | 1987 - 1992 | 158057      |
| 3.0 V6 - 3.0 V6 Super & 3.0 Q4 | 1987 - 1996 | 69748       |
| 2.5 Turbodiesel & 2.5 Super TD | 1987 - 1996 | 45602       |
| TOTAL Alfa 164                 | 1987 - 1996 | 273857      |

## Curiosités
L'Alfa 164 TD, à l'époque de son lancement, était la voiture diesel la plus rapide du monde.
Le moteur V6 Busso Turbo qui équipait l'Alfa 164 a reçu le prix du meilleur moteur de l'année.

## L'Alfa 168 pour l'Asie
Personne, en Europe, n'a jamais entendu parler d'un modèle Alfa Romeo 168 ! Normal, elle a été vendue  uniquement sur les marchés asiatiques Chine, Hong Kong, Taiwan, Indonésie, Malaisie ou Singapour, enfin dans tous les pays asiatiques où le chiffre "4" est synonyme de mort.
Qu’est ce donc cette Alfa Romeo 168 inconnue en Europe ?
Peu avant le lancement officiel de la nouvelle Alfa 164 en Asie, les représentants de la marque à Hong Kong réalisent qu’il va y avoir un problème avec le nom de la nouvelle voiture. En effet, dans les pays « chinois » où la proportion de personnes d'origine chinoise, comme la Malaisie ou Singapour, est forte, l’importance de la numérologie est particulière. La traduction littérale de "164" donne : « plus vite tu vas, plus vite tu vas mourir » ou  « le meilleur chemin vers la mort »... pas très engageant pour vendre une nouvelle voiture haut de gamme. En Asie, le chiffre "4" est assimilé à la mort.
Très rapidement, les versions exportées en Asie sont rebaptisées Alfa 168 vu que le chiffre "8" a des vertus hautement positives. La traduction devient alors : « plus tu avances, en meilleure santé tu seras » ou « le meilleur chemin pour la santé et la prospérité » ! 
Les policiers taiwanais, peut être aussi un peu superstitieux, ne s’y sont pas trompés, ils ont acquis plusieurs exemplaires Alfa Romeo 168 Twin Spark comme voiture de service !

## Alfa Romeo 164 Procar

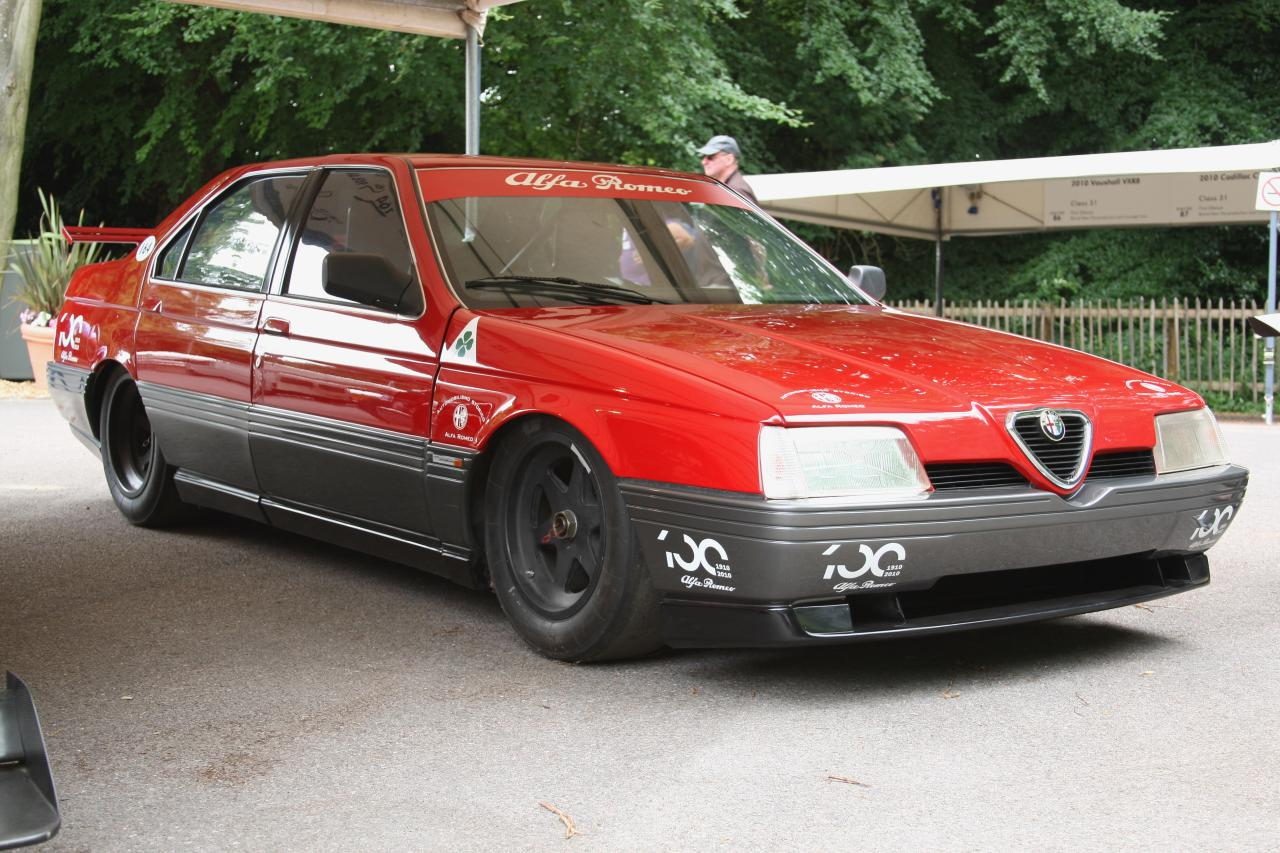
L'Alfa Romeo 164 Procar au festival de Goodwood en 2010.

En 1986, Motor Racing Developments/Brabham est vendu à Alfa Romeo. Souhaitant faire revivre le championnat Procar, Brabham et Alfa Romeo développent un prototype de voiture de course sur un châssis en kevlar qui reprend la carrosserie d'une Alfa Romeo 164, parfaite en soufflerie, équipée d'un moteur V10 Alfa Romeo conçu pour la Formule 1 développant 610 Ch DIN avec un couple extraordinaire de 382 N m. La vitesse maximale mesurée sur piste était supérieure à 350 km/h
Alfa Romeo avait l'intention d'utiliser cette voiture pour créer un championnat similaire au Procar. Cependant, le projet n’aboutit jamais et seul un prototype fut construit.